# Elsinoë thirumalacharii
Elsinoë thirumalacharii är en svampart som beskrevs av Ananthan. 1963. Elsinoë thirumalacharii ingår i släktet Elsinoë och familjen Elsinoaceae.   Inga underarter finns listade i Catalogue of Life.